# Ciotola d'oro di Hasanlu
La ciotola d'oro di Hasanlu (in persiano جام طلای حسنلو‎) è un oggetto storico realizzato in oro. Fu scoperto da Robert H. Dyson, nel 1958, durante gli scavi nel sito di Teppe Hasanlu, vicino alla città di Naqadeh, nel nord-ovest dell'Iran. Si stima che la ciotola abbia circa 3200 anni o più.